# 长乐公主 (后梁)
长乐公主（?—?），后梁公主，是中国五代十国后梁太祖朱温之女。
她的姐姐安阳公主、金华公主嫁给罗廷规（魏博节度使罗绍威的大儿子），普宁公主嫁王昭祚（王镕的儿子）。她在唐末嫁赵岩，赵岩是忠武节度使（陈州）赵犨的次子，她在开平元年（907年）五月十一日被父亲朱温封为长乐公主。赵岩后来得到梁末帝朱友贞的信任，被任命为户部尚书、租庸使，掌握朝政。后梁灭亡后，赵岩被后唐庄宗李存勖灭族。